# 相対性原理
相対性原理（そうたいせいげんり、Principle of relativity）は、互いに運動する物体の座標系の間では、物理学の法則が不変な形を保つという原理。次の三つがある。
1. ガリレイの相対性原理
2. 特殊相対性原理
3. 一般相対性原理

最小作用の原理によれば、どのような物理現象が生起するかは作用積分によって決まる。そのため、相対性原理は「作用積分が座標変換によって変化しないスカラー量である」ことと言い換えることができる。